# Seleukos VI.
Seleukos VI. Epiphanes Nikator (altgriechisch Σέλευκος Ἐπιφανής Νικάτωρ Séleukos Epiphanḗs Nikátōr; * etwa 120 v. Chr.; † 95 v. Chr. in Mopsuestia) war der älteste Sohn von Antiochos VIII. Grypos und dessen erster Gattin Tryphaina.

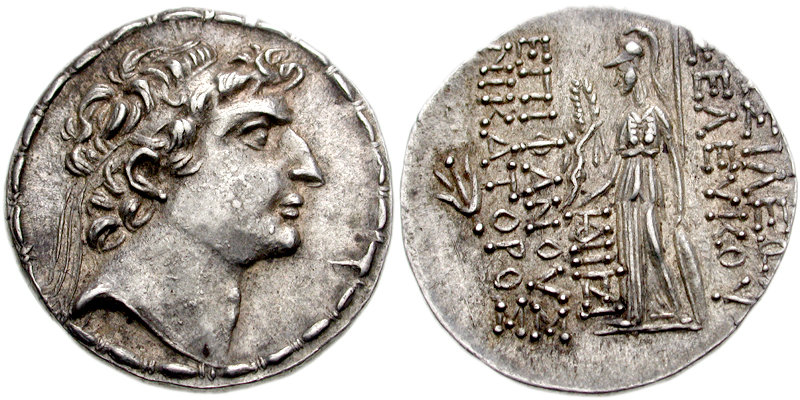
Münze des Seleukos VI.

Nach dem Tod seines Vaters (96 v. Chr.) ging Seleukos VI. an die Eroberung des seinem Halbonkel Antiochos IX. gehörigen Gebietsanteil des Seleukidenreichs. Es gelang ihm, seinen aus Antiochia am Orontes heranziehenden Halbonkel in einer Schlacht zu besiegen und zum Selbstmord zu zwingen. In der Folge fiel ihm kurzfristig das gesamte Reich mit Antiochia zu.
Diesen Erfolg konnte Seleukos VI. aber nicht lange genießen, denn er wurde bereits ein Jahr später von Antiochos’ Sohn Antiochos X. geschlagen und musste sich aus Syrien nach Kilikien zurückziehen. Bei Mopsuestia erneut besiegt, suchte er in dieser Stadt Zuflucht und richtete sich hier seinen Hof ein. Die Einwohner waren aber nicht in der Lage, seinen (angeblich) sehr extravaganten Lebensstil länger zu finanzieren. Außerdem stellten seine Versuche, eine neue Armee zu rekrutieren, eine erhebliche Belastung dar. Deshalb kam es zu einer Rebellion, in deren Verlauf er offenbar durch Inbrandsetzung seiner Residenz, des Gymnasiums von Mopsuestia, mitsamt seinen Leuten verbrannte.
Es wurden Silbertetradrachmen von Seleukos VI. gefunden, die sein realistisches Porträt auf der Vorderseite zeigen und die Inschrift Basileos Seleukou Epiphanous Nikatoros („von König Seleukos, dem erschienenen siegreichen Gott“) tragen. Außerdem sind zwei sich auf Seleukos VI. beziehende Inschriften bekannt.
Vier Brüder Seleukos’ VI., darunter Antiochos XI. Epiphanes Philadelphos, Philipp I. Philadelphos und Demetrios III. Eukairos, führten den verheerenden Bürgerkrieg zwischen den verschiedenen Zweigen der Familie fort.